# アントニオ・ソレール
アントニオ・フランシスコ・ハビエル・ホセ・ソレール＝ラモス (Antonio Francisco Javier José Soler Ramos, カタルーニャ語名: Antoni Soler i Ramos, 1729年12月3日受洗 - 1783年12月20日) はスペインの作曲家・聖職者。アントニオ・ソレール神父 (Padre Antonio Soler) の通称で知られる。
カタルーニャのウロト出身。6歳でオルガンと作曲の勉強を始め、モンセラート修道院の聖歌隊員に加わる。1744年にセオ・デ・ウルゲル大聖堂でオルガニストと副助祭に任命される。後に、ジェイダ（Lleida）とエル・エスコリアル修道院の付属礼拝堂指揮者に任命された。
23歳で叙階を受け、マドリッド近郊のエスコリアル修道院で日課を過ごし、それから31年間を一介の聖職者として過ごした。一日のうち20時間を祈りと瞑想、農耕に過ごし、単調で飾り気のない日々を送った。それでもなお、このように禁欲的な環境の中で、500曲以上の作品を残し得たのである。これらのうち150曲が鍵盤楽器のためのソナタであり、その多くは、スペイン国王カルロス3世の王子で教え子のドン・ガブリエルのために作曲されたのだと信じられている。ソレールの肖像は存在しない。
最も有名な作品は、鍵盤楽器のためのソナタであり、（ソレールが師事したと言われている）ドメニコ・スカルラッティの作品に匹敵する。ソレールの作品は、形式においてスカルラッティよりも変化に富み、いくつかの作品は3楽章や4楽章で作曲されている。ソレールのソナタは、20世紀初頭にF.サムエル・ルビオによって分類され、整理番号 'R' が付されるようになった。コンチェルトやオルガンと弦楽器のための五重奏曲、モテット、ミサ曲、オルガン独奏曲などもある。《2台のオルガンのための6つのコンチェルト》は、非常に優れた作品であり、今でもレパートリーを生き延び、頻繁に録音されている。代表作とされるチェンバロのための《ファンダンゴ》は、現在では果たして真作なのかを疑う意見も出されている。論文『転調論 Llave de la modulación 』（1762年）も執筆した。
エスコリアル修道院は歴代スペイン王の墓所であり、スペイン王家の夏の離宮としても使用されていた。スペイン王が避暑として修道院に宮廷を移せばドメニコ・スカルラッティも来て、教えを受けた可能性は否定できない。